# Pierre Arnaud de Puyanne

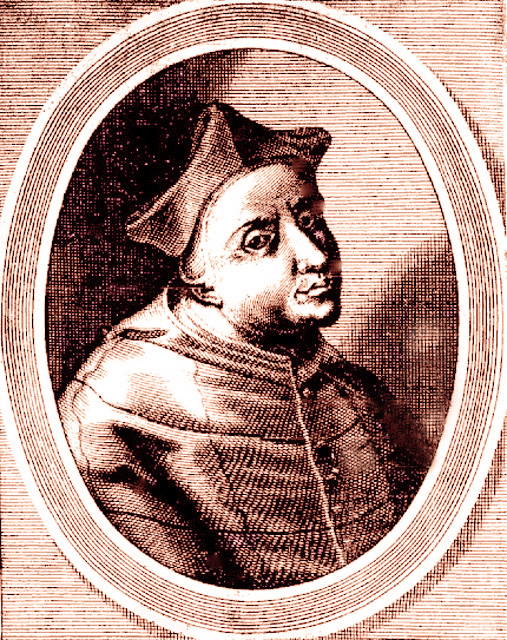
Pierre Arnaud de Puyanne

Pierre Arnaud de Puyanne OSBClun (* in Poyanne im Béarn; † 12. September 1306 in Avignon) war ein französischer Kardinal und Benediktiner.

## Leben
Pierre Arnaud trat in das Benediktinerkloster Saint-Server in Gap. 1305 wurde er Abt der Abtei Ste-Croix in Bordeaux.
Papst Clemens V. ernannte ihn am 15. Dezember 1305 zum Kardinalpriester von Santo Stefano al Monte Celio. Am 8. August 1306 wurde er Vizekanzler der Heiligen Römischen Kirche.